# 位志荣
位志荣（1963年1月—），甘肃省平凉市人，中华人民共和国政治人物。

## 生平
1963年1月，位志荣出生在甘肃省平凉地区。1980年，位志荣考入甘肃农业大学兽医系兽医专业，1984年毕业后分配至中共平凉地委农村部、调研室成为一名干部，期间于1986年9月加入中国共产党。1990年4月，位志荣调入中共平凉地委组织部，先后出任副科级组织员、青干知工科副科长、青干知工科科长。1997年4月，位志荣出任中共平凉地委副县级组织员。
1997年11月，位志荣调任中共庄浪县委副书记，1999年7月兼任县人民政府代县长，同年12月正式出任县长。
2002年10月，位志荣调任中共岷县县委书记。
2006年12月，位志荣调任中共定西市委副秘书长。2007年1月，位志荣成为中共定西市委常委，2月起兼任市委秘书长、市直机关工委书记，7月起兼任中共定西市安定区委书记。2011月11月，位志荣出任中共定西市委常委、市政府常务副市长、中共定西市安定区委书记。2016年10月，位志荣出任中共定西市委副书记。
2018年9月，位志荣调任甘肃省人力资源和社会保障厅党组成员、副厅长，2023年1月免职退休。

### 落马
2024年3月26日，位志荣涉嫌严重违纪违法接受甘肃省纪委监委纪律审查和监察调查。6月5日，位志荣遭到开除党籍处分，同时调整其退休待遇，收缴其违纪违法所得，将其涉嫌犯罪问题移送检察机关依法审查起诉。